# توماس إس. سميث
توماس إس. سميث (بالإنجليزية: Thomas S. Smith)‏ هو سياسي أمريكي، ولد في 14 ديسمبر 1917 في الولايات المتحدة، وتوفي في 26 سبتمبر 2002. حزبياً، نشط في الحزب الجمهوري. وقد انتخب عضو جمعية نيوجيرسي العامة.